# مذكرات الولد الشقي (كتاب)
كتاب للأديب الساخر محمود السعدني. في هذا الكتاب ستقرأ أسماء وهمية وأحداثًا واقعية. لا يتناول هذا الكتاب قصة الصحافة، وإنما قصة اشتغال الأديب محمود السعدني بالصحافة، «التي مر خلالها بالعديد من الخرائب والمتاهات وصناديق القمامة، ولام في ذلك الظروف والمرحلة التاريخية التي عاصرها». ورغم «اللوحة المظلمة التي (رسمها) الكاتب في هذا الكتاب فقد كانت هناك نقط بيضاء ومضيئة وباهرة». وأشار الكاتب إلى دخول صحفيين بالمئات السجون دفاعًا عن رأى والتزامًا بمبدأ، «وكتاب يطاردهم البوليس كما يطارد السبع الجائع غزالًا شاردًا في غابة». ورغم كل شيء «ستظل الصحافة تذخر بكتاب أكفاء، هؤلاء الذين تحولت الأقلام في أيديهم إلى مدافع، وتحولت الجرائد على أيديهم إلى ساحات قتال». من عبد الله النديم إلى مصطفى كامل إلى الشيخ على المؤيد إلى أحمد لطفي السيد إلى طه حسين إلى عباس العقاد إلى كوكبة الصحافيين الشبان الذين يمثلون مكان الصدارة في صحافة جيل القرن العشرين. وعلى ذلك فإن «هذا الكتاب ليس تاريخًا وليس تسجيلًا، ولكنه مجرد خواطر وانطباعات وذكريات حزينة ومريرة عن فترة من أعنف فترات مصر وأكثرها قلقا وازدهارًا وطموحًا ورغبة في تجميل الحياة».

## الفصل الأول
كافح محمود السعدنى جاهدًا وسعى راغبًا في أن يصبح صحفيًا. ذات صباح مبكر مِن عام 1946 خرج الكاتب من الجيزة يسعى وراء طوغان صديقه الذي كان قد سبقه وجرب حظه في صحف ومجلات كثيرة أغلقت كلها أبوابها. خرج يسعى خلفه وكانت كل عدته قلم حبر رخيص وكشكول فيه بعض الأزجال. كانت هناك فكرة في ذهنه لم تستطع التجارب والأيام أن تمحوها. فكرة أن «الصحافة صاحبة جلالة وأن لها بلاطها، وأنها حفلات ورحلات ونجم صحفى مشهور، وزعماء يستيقظون في الليل على هدير صوته، ووزارات تسقط تحت هول كلماته، وعدل يقوم وظلم يندك بفضل توجيهاته وتعليماته». ولكن منظر الصحف التي طرقوا أبوابها لم تكن تطابق صورة الحلم الذي في أذهانهم. وقد استطاع طوغان أن يشق طريقه بسرعة لأنه كان يقدم رسومًا وهي بضاعة تختلف عن مهنة الكتابة التي يقوم بها الكاتب، وهي عملية لا يستطيع كل إنسان أن يصنع مثلها. ولكنه في النهاية ورغم ذلك وصل.
كانت رحلته من البيت إلى شارع الخليج المصري، وفي «دكان في بيت كان يوما ما اسطبلًا لحمير أحد المماليك البحرية، ومن هذا الإسطبل بدأ أول عمل صحفى». كانت المجلة اسمها الضباب، وكان صاحبها كامل خليفة عامل طباعة استطاع استخراج رخصة صحفية باسمه، وكانت الصحيفة معروضة دائمًا للإيجار. وقد استأجروا مجلة الضباب من كامل خليفة، وأصدروا منها عدة أعداد رافعين عليها شعار: «مجلة الشباب والطلبة والجيل الجديد». وقد كان كامل خليفة نموذجًا لمئات وألوف الناس يزخر بهم العصر، «إنه شديد الجهل شديد الزكاء، وكثير المشاكل مع عائلته. ومدمن حشيش، ويدخن باستمرار ويحتسى فناجيل القهوة بلا حساب، ويبدو وكأنه يرغب في أن يغيب عن الوعى إلى ما شاء الله}}. وكان فهمه السياسى ينحصر في التعديل الوزارى القادم ليحصل على إعلانات حكومية للصحيفة بخمسين جنيه كل شهر.
وقد عرف الكاتب عم كامل عن كثب، وسرعان ما اكتشف أن صحيفته هي مأوى لعشرات من النصابين والمحتالين في غاية البراعة وذو إرادة وأصحاب مواهب. وقد التقى فيها بالرجل الذي باع الترام ونصاب آخر اسمه عسال وهو فنان نصاب. ولم تكن هذه الفئة كلها تتجه في نصبها على الفلاحين والفقراء، ولكنها كانت تنصب على فئة الخواجات والحكام وأصحاب النفوذ. وكان هؤلاء النصابين مطاردين من البوليس الجنائي، وفي الوقت نفسه على صلات طيبة بالبوليس السياسى. وذات مساء قُدّرَ للكاتب محمود السعدنى أن يهجر صحيفة الضباب إلى غير عودة. وقد أُلقى القبض على كامل نفسه في عملية نصب ولكن أخباره لم تنقطع أبدًا عن الكاتب. ومنذ عشرة أعوام التقى به كامل ليطلب منه أن يبحث له عن عمل في دار صحفية كبرى، ولم يحضر بعد ذلك، ولم يبحث له هو عن عمل. ثم عرف بعد ذلك أنه مات. وظلت علاقته بعم عسال قائمة. فذات مرة أصدر صحيفة أسبوعية كبرى اشتغل فيها عدد من الصحفيين اللامعين اليوم. وقد افتتح عيادة في إحدى قرى الريف وأجرى عمليات لعشرات انتهت كلها بالوفاة. ولقد خرج الكاتب من تجربته الأولى في الصحافة بحسرة. وفقد تلك الصورة الزاهية الألوان عن صاحبة ال وبلاطها. ولم يمر وقت طويل حتى صدرت صحيفة نداء الوطن. أصدرها نائب مدرسته القديمة، وكان قد أصبح نائبًا على مبادىء الهيئة السعدية. وكان رئيس التحرير يُدعى مختار، وهو رجلُُ شديد المهابة شديد الاحترام. ولقد رأى مختار أن السعدنى صغير السن لدرجة أنه لا يصلح للكتابة. وعندما اصطدم به فصله صاحب الجريدة. وبعد أعوام قليلة عرض عليه رئيس تحرير مجلة مسامرات الجيب بعض مقالات مختار ليبدى الرأى النهائي فيها.

## الفصل الثانى
أصاب محمود السعدنى يأس قاتل، جعله يفكر في الانتحار. خرج الكاتب من نداء الوطن وعاد يسرح خلف طوغان من جديد. وكان المشوار هذه المرة إلى مجلة الكشكول. والتقى في هذه المجلة برجل عظيم اسمه محمد حمدى، وهو رجل طيب وفي رأسه أحلام كثيرة. «كان ساحر الحديث يستطيع أن يقنع حتى الصخور وحتى الحمير». ولكنه كان يسقط دائمًا عند التجربة. لذلك اكتفى خلال رحلة حياته بإصدار الأعداد الأولى من الصحف الجديدة، ثم الاستقالة لإصدار مشاريع جديدة. وكان على رأس الجريدة سعيد إسماعيل، الذي كان على علاقة بالإخوان المسلمين. واستمر الكاتب في الكشكول ثلاثة شهور نشر خلالها أزجالًا ومقالات ثم أغلقت أبوابها. وشعر بالحزن الرهيب. ثم عاد من جديد يسعى وراء طوغان، وفي هذه المرة إلى مجلة الوادى.
وكان صديقهم القديم زكريا الحجاوى قد سبقهم إلى مجلة الوادى. وأدرك وهو شديد الحسرة أن زكريا الحجاوى لا يصلح لهذه المهنة، ولا يصلح لمنصب المدير. وفي الوادى التقى بكثيرين، خليل الرحيمى، وأحمد عباس، وعمر رشدى، وعبد الفتاح غبن. ولم يلبث أن أصابه يأس قاتل. وترك كل شئ فجأة وعاد من جديد «إلى حوارى الجيزة وشوارعها». وها هو يقف وحده الآن في الحياة وكل شئ يمضى من حوله. وأصدقاء طفولته تبددوا جميعًا، «استطاع بعضهم أن يتلائم مع ظروفه، وبعضهم استطاع أن يتلائم عليها». واعتراه تلك الأيام لحظات يأس عنيفة، وفكر أحيانا في الانتحار، وشرع ذات مرة في تنفيذ ما عزم عليه. «ذهب إلى شاطئ النهر» وكان يحمل في يده كراسة قديمة كتب على الجلدة «مسافر بلا وداع. مجموعة قصص مصرية تأليف الكاتب المشهور محمود السعدنى. حقوق الطبع محفوظة للمؤلف». وقد بكى وهو واقف عند الشاطئ وقال في نفسه، «ياللعار، هذه المدينة المترفة الجبارة التي يبعثر أهلها ألوف الجنيهات كل ليلة على موائد القمار لا تستطيع أن توفر له عشرة جنيهات كل شهر هي كل ما كان يتمناه من الحياة؟» ولكن في اللحظة الأخيرة خانته شجاعته، وكان الظلام قد حل على الكون، وأصبح الشاطئ أكثر وحشة وأكثر كآبة. فأطبق بشدة على الكراسة وعاد من جديد إلى قهوة السروجى ليلعب الكومى كما اعتاد كل مساء.

## الفصل الثالث
بدأ الأمل يحوم حول السعدنى من جديد. كانت قهوة السروجى في مواجهة بيت طوغان، وهي شيئًا فريدًا بين مقاهى ذلك الزمان. وكان عم السروجى نفسه رجلًا مهابًا محترمًا قليل الكلام. وعلى مقهى السروجى تعرف الكاتب بعشرات من النماذج البشرية ليس لها مثيل في الكون. «عم سيد خلفاوى الذي كان يسرح في حوارى الجيزة بقفص فراح به ظروف مقفولة يبيعها للتلاميذ والفلاحين». وكان يقوم بعملية نصب فيها شيئًا من المهارة ليغرى الناس بالإقبال على الشراء. كان سيد يكسب كثيرًا، ولكن أرباحه كلها تذهب أول الليل إلى خمارة جرانت حيث كان يشرب السبرتو بشراهة.
وكان غريمة دائما رجل أعرج يشبه كثيرًا الشخصيات التي تزخر بها قصص جوركى. كان اسمه محمود وجاء الجيزة من حيث لا يدرى أحد. وجاءها متسولًا ثم استوطن بها. ولم يمض وقت طويل حتى اشترى عم محمود قطعة أرض وأصبح من الملاك والزبائن المحترفين في قهوة السروجى. وكان «النصر دائمًا في معارك الكوتشينة لعم محمود الهادئ، والفشل دائمًا لغريمة المتهيج المغرور». وعندما مات عم سيد ذات مساء قتيلًا ومخمورًا على الرصيف، انقطع عم محمود عن لعب الكومى، واكتفى بالجلوس بعيدًا وإسداء النصح إلى المقامرين.
ذات مساء هبط رجل «له كنبوش» على قهوة السروجى. وعندما رأه المعلم السروجى انتفض واقفًا وصافحه بحرارة، وجلس معه وطلب «واحد شاى مخصوص للبيه». وتهامس الزبائن عمن يكون الزبون المحترم الذي شرّف المقهى. وقال أحدهم وهو تاجر خضار أجش الصوت اسمه عم زكى أنه ربما يكون ضابطًا من مركز البوليس، فغادر المقهى أكثر من زبون. غير أنه لم يكن ضابظ مباحث ولم يكن له علاقة بمركز البوليس. وأشار المعلم السروجى للكاتب ودعاه للجلوس معهما. فاكتشف أن اسمه علي وأن «البيه صحفى كبير», وقال المعلم السروجى أن البيه يريد أن يقرأ شيئا من إنتاجه تمهيداً لتعيينه في منصب كبير في المؤسسة التي يملكها. وذات صباح اقتحم البوليس شقة على واقتادوه معهم إلى القسم. وتبين أنه نصاب عريق وأن له سجلًا حافلًا من السوابق.
كان الكاتب قد أصابه الملل، فقرر أن ينضم لجماعة الإخوان المسلمين. فأخذ طوغان وذهبا إلى المقر، ولكن لم يستطيعوا الانضمام لأنه «لم يكن معهم صنف العملة بالمرة». وعاد من جديد إلى مقهى السروجى. ولم يلبث أن انتقل إلى مجلة جديدة. كان المجلة اسمها «واحدة ونص» وكانت ضاحكة وساخرة وجذابة. كان مأمون الشناوى وصلاح عبد الجيد هما رئيسى التحرير. فذهب إلى المجلة، واستقبله مأمون الشناوى بعدم مبالاة وبدون ترحيب «وقال له عاوز تكتب؟ ولما أجاب بالإيجاب، قال له وبتعرف تكتب؟ قال نعم. فأشار على مكتبه وقال أقعد كده ورينى. (وسأله) عن (اسمه), (فقال) له محمود السعدنى، (فسأله) السعدنى ولا السعدانى، وأخبره أن السعدان يعنى قرد». وقال له مأمون أن يذهب إليه مرة ثانية. وعندما صدر العدد الثاني من «كلمة ونص» وجد كل حرف كتبه منشورًا في المجلة وكاد قلبه يتوقف من شدة الفرحة. وراح يقرأ ما كتب أكثر من مرة. وانطلق بأقصى سرعة إلى المجلة، ولكنه اكتشف أن يوم الصدور هو يوم العطلة. فعاد أدراجه إلى مقهى السروجى، واعتكف وحيدًا يعيد قرأة مقالاته وهو يشعر بلذة لا مثيل لها. وشعر تلك اللحظة أن هذه المجلة الصغيرة هي أول الطريق إلى عالم المجد والشهرة والأحلام. وفي اليوم التالي كان يقف أمام مأمون الشناوى، وقعد أمامه وقال له «اكتب شوية براويز». وأصبح محرر بالمجلة وبمرتب شهرى ستة جنيهات كل شهر. والتقى هناك بزميلين، أحدهما علي الوايلى فنان فلاح، كان فنانا على دراية واسعة بمشاكل الريف، وأحوال الفلاحين. وكان الآخر هو يوسف شكرى وقد حضر من السويس إلى القاهرة، ليعمل سكرتيرًا للنحرير. وكان هناك رسام كاريكاتيرى اسمه مجدى، كان يعمل في مجلة روز اليوسف. وقد اشتغل الكاتب بالمجلة خمسة شهور كاملة ولم يتقاض عنها إلا ستة جنيهات فقط.
كانت تجربة «كلمة ونص» رغم قصرها، منحته الثقة ودفعته إلى التمسك أكثر بهذه المهنة التي أحبها. كما كانت فرصة للتعرف على أصدقاء جدد، وكان أهمهم مأمون الشناوى. وفي بيته تعرف على كثيرين من نجوم المجتمع، ومنهم أحمد بدرخان. وانسحب الكاتب محمود السعدنى من بيت مأمون الشناوى، وذهب إلى كازينو شهريار. والتقى هناك بمجموعة من الصحفيين وأنصاف الأدباء والفنانين. وأخذ يمزح معهم ويسخر منهم، «وكانوا يعايرونه بأنه عاطل وصايع». وقد دفعه وصفهم له بالالتحاق بوظيفة حكومية. فأصبح موظفًا حكوميًا بمصلحة المساحة والتقى هناك برئيس القلم، وجرجس أفندى. وكان قد أشع في المكان جوًا مرحًا. وبعد ثلاثة شهور تم فصله بتهمة إحلال المكان إلى سيرك. «وقد أبدت شلة الفاشلين وأنصاف الحديث شماتة لا حد لها بسبب فصله», وكلما اقترب منهم ابتعدوا عنه. فغادر الكازينو إلى غير رجعة، وأحس بيأس قاتل. فها هو ذا لم يصل إلى شئ، ولم يحقق شئ، فانخرط في بكاء عنيف هزه هزًا.
كان زكريا الحجاوى يصدر مجلة اسمها الميزان، وقد نشر فيها بحثًا هامًا لأديب جديد اسمه سعد في أول أعدادها، بينما رفض أن ينشر لهم حرفا فيها. «وطرده زكريا من الشلة» وانضم إلى سعد ضده، بعد أن كان أهم إنسان في حياته، وكان حنونًا، وكان له الفضل في أنه تعرف على أعلام الفكر والفن والموسيقى: الجبرتى ويعقوب صنوع ورومسكى كورساكوف وابن خلدون والامام محمد بن إدريس الشافعي. ثم أتجه إلى مجلة الأسبوع، وكانت في الأصل مجلة أصدرها جلال الدين الحمامصى ثم توقفت فجأة عن الصدور. وجاء رجل من الصعيد اسمه أمين وأصدرها. وكانت أخبار اليوم هي المجلة الوحيدة المزدهرة في تلك الفترة، وايضًا مجلات دار الهلال. وكان على جمال يتولى منصب مدير التحرير، وكان طوغان هو رسام المجلة الوحيد، وكان هو كل أسرة التحرير وكل المحررين. باع العدد الأول في الأسبوع سبعة آلاف نسخة، وفي العدد الثاني باع ألف نسخة فقط، وأخذ البيع يتناقص حتى وصل مائة نسخة. وكان صاحب ورئيس تحرير المجلة قد بدأ يهمل شأنها ونادرًا ما كان يحضر إلى مكتبه. فأحضر رجلاً اسمه إسحاق الجوهرى ليكون مديرًا عامًا للمجلة. وكان نصاباً، كانت السفارات والشركات الكبرى هي مجالات نصبه. ولم يعد رئيس التحرير يظهر بالمرة. وذات مساء جاء إليهم وافد جديد اسمه فهمى. كان يريد نشر قصة مترجمة عن تشيكوف اسمها «النهار». وبعد أسابيع اكتشفوا أنه نصاب راسخ القدم في هذا الفن. ثم قرروا بيع المجلة بعد ذلك. فغادروا المجلة وأصبح فهمى هو المتردد الوحيد على المجلة، وكان قد باع المكاتب لتاجر في وكالة البلح. وأراد الكاتب أن يلتقيه ليتناول حقه، ولكنه أشفق عليه عندما علم متاعبه في الحياة.
وذات مساء اصطحبه طوغان معه إلى نقابة الصحفيين، رغم أنه لم يكن عضوًا فيها. أرادوا مقابلة زهدى الرسام، ولكنه لم يكن هناك. واستقبلهم رجل آخر وهو الفنان رخا، وعاملهم باحترام زائد ولعب معهم طاولة وعزمهم على العشاء. وخرجوا من النقابة وركبوا معه تاكسى حتى ميدان العباسية. وذات صباح ذهب إلى أول مجلة محترمة، كانت في شارع فاروق ولهادار كبرى، هي مجلة مسامرات الجيب. تولى أبو الخير نجيب رئاسة تحريرها وأتجه بها نحو المعارضة ومال بها نحو الوفد. وفي هذه المجلة تعرف بكل أبناء جيله من الصحفيين، ولكن سيظل أبرزهم على الإطلاق ثلاثة. عبد المنعم حمزاوى الذي جاء من الصعيد ليعيش مع خاله في القاهرة. كان يتمتع بموهبة فذة وخبرة هائلة وعلم قليل. وكان الرجل الثاني هو سيد حمدلله، وكان كاتب محامى استطاع أن يصل لمنصب رئيس التحرير. وكان مشغولًا دائمًا بالحصول على إعلانات من أصدقائه الفنانين للمجلة. أما الرجل الثالث فكان عالمًا بحق، ومثقفًا على نحو رفيع. وكان قد هجر وظيفته الدائمة إلى الصحافة مهنة الضياع وعدم الاستقرار. ولكنه أصبح أحد نجوم الصحافة وكتابها الكبار. وكان له دورًا جوهريًا في حياة الكاتب. وما أكثر المراحل التي خاض فيها خلال رحلته القصيرة العريضة في الحياة الرجل الطيب اسمه محمد عودة الكاتب الشهير الذي يتألق دائمًا في الأزمات.

## الفصل الرابع
انتهى الفصل الثالث بحديث مختصر عن رجل طيب اسمه محمد عودة الكاتب الشهير الذي يتألق دائمًا في الأزمات. كان هذا الرجل خارجًا من محنة شديدة حطمت قلبه وأفقدته الثقة في كل شئ. وعندما التقى به الكاتب ابتسم له في ود، وألقى نظرة على المقال الذي كتبه، وأبدى إعجابه به. وأخذ «الكاتب إلى قهوة إيزافتش». «وانبهر جدًا بالمقهى والزبائن الجالسين في خيلاء، وبالجرسون الجريحى. ثم جاءت شلة من الأفندية وانضم إليهم». ودخل الجميع في نقاش صاخب حاد حول الموقف السياسى، وتطور النقاش إلى «سباب». وسرعان ما هدأت الضجة، والتف الجميع للالتهام الفطار. وبعد أن انتهوا نهضوا ليغادروا المقهى، جاء الجرسون يطلب الحساب ودخل في شجار حاد معهم لما له من «دين ثقيل في أعناقهم». ومنذ تلك اللحظة تعلم الكاتب ألا تخدعه المظاهر، وألا ينبهر «بالقشور الزائفة». ولكنه صادفهم بعد ذلك وأصبح «واحدًا من شلة المقهى لسنوات طويلة». واكتشف أنهم جميعًا كانوا أعضاء في التنظيمات اليسارية، ثم هجروها واكتفوا بالجلوس على المقهى «والأشتغال بالسياسة كهواة». ولقد ظلت الشلة قعيدة المقهى لسنوات طويلة، حتى جاء يوم فاختفت كلها.
كان صديقه الطيب على خلاف معهم، ولم يكن واحدًا منهم. فقد وصف أفراد الشلة بأنهم:«حشرات مريضة». وكان الكاتب يرى أنهم نماذج لألوف من أبناء الجيل فقدوا الثقة في كل شئ حتى في الخلاص من المصير المحتوم، ثم أسلمهم اليأس إلى الانطواء داخل أنفسهم والفرجة على ما يجرى دون أن يكلفوا أنفسهم عناء الاشتراك في التغيير. ولكن برغم كل شئ فقد كانت هذه الشلة تمارس حريتها على أوسع نطاق، ولم يكن يقيدهم أي قيد، وكانوا مثقفين على نحو ما. «ولقد لعبت شلة إيزافتش دورًا في الحياة السياسية والثقافية في مصر، رغم أنه كان دورًا على الهامش». وزاعت أخبار «الشلة», وأشتهر أفرادها، ولكن أبرزهم، وكان مهيب المنظر ارستقراطى الحركات وكان أكثرالجميع تطرفًا وأشدهم صلابة، كان يغادر المقهى إلى مكاتب الصحف البائرة يكتب فيها مقالات ضد الاستعمار وضد الحكومة. وقد قدّر للكاتب أن يعيش معه فترة من الوقت داخل «زنزانة» واحدة في السجن. فقد كان أشد الناس انهيارًا وأكثرهم بكاء. وذات مساء خرج من الزنزانة ولم يعد.
صحب الكاتب الرجل الطيب بعد ذلك لسنوات طويلة. وكان أول من نصحه بكتابة رواية طويلة، فاستمع إلى النصيحة وكتب رواية «حارة السمك», ولم يقدر لها أن تنشر «وضاعت ضمن ما ضاع له من أوراق». وكانت أول سفارة دخلها الكاتب، كانت في صحبته وهي سفارة الهند. وقد أعطته تلك الزيارة شعورا بالثقة لا حد له. وأول بيت محترم سهر فيه كان مع صديقه الطيب أيضًا، وهو بيت في الدقى لسيدة ألمانية، كانوا يسهروا هناك يستمعوا إلى موسيقى تشايكوفسكى. «وأصبح هو عمدة القعدة بعد زيارات عديدة».
ولقد ظلت مجلة مسامرات الجيب تنحدر حتى وصلت إلى «الحضيض». وكان مرتبه منها ثمانية جنيهات، ولكنه كان يحصل على جنيهين وأحيانا لا يحصل على شئ. وكانت ديونه قد تضاعفت، ويئس أخيرًا من «الحصول على القرشين صاغ اللازمة للوصول إلى المجلة». فقرر الذهاب للمجلة ثلاثة أيام في الأسبوع، ولم يلبث أن عدل عن قراره، لأن وجوده هناك «يتيح له التدخين بالمجان، وشرب الشاى والقهوة على الحساب». وتحولت مجلة مسامرات الجيب من مجلة إلى قهوة، وأصبحت مكانًا للقاء والدردشة أكثر منها مكانًا للعمل. وكان صاحب المجلة قد عرضها للبيع، وكانت حرب فلسطين قد نشبت، وأصبحت الحياة غير محتملة، وفجأة جاءهم محرر في المجلة «بخبر هز أعصابهم هزًا», وفتح أمامهم بابًا من الأمل في مستقبل أكثر استقرارًا وسعادة للجميع.

## الفصل الخامس
كان الخبر الذي هز أعصابهم هزًا في الفصل السابق هو أن دار روز اليوسف ودار الهلال في حاجة إلى محررين، وأن اثنين من محررى مسامرات الجيب قد لتحقا فعلاً بالعمل في روز اليوسف، وأن البعض الآخر قد ذهب فعلاً إلى دار الهلال. وقضى الكاتب ثلاثة أيام متتالية «يقلب الأمر على جميع الوجوه», ويقارن بين روز اليوسف ودار الهلال. ولم يكن له أي علاقة بروز اليوسف إلا كقارئ. وكان يتردد عليها أحياناً مع طوغان الذي كان يعمل رساماً بها لفترة من الزمان. وكانت تربطه بروز اليوسف رابطة أخرى هي أن الصداقة توطدت بينه وبين أحد محرريها المسئولين وهو في أخريات أيام حياته. كان اسمه عز الدين، الذي يعانى من السل، وظل الكاتب يزوره حتى وافته المنية. وقد اختار دار الهلال وفضلها على روز اليوسف والسبب أن روز اليوسف كانت «تعامل محرريها بالقطعة» وكانت تدفع على ما ينشر، وكانت دار الهلال تدفع على ما يكتب، وبينما كانت دار الهلال تدفع ثلاثة جنيهات على الموضوع، كانت روز اليوسف تدفع خمسين قرشا، واحياناً كانت تدفع عشرة قروش على الخبر.
رغم أنه قرر واختار، إلا أنه لم يذهب إلى دار الهلال إلا بعد ذلك بستة شهور. وكان لا يزال على علاقة بالرجل الطيب. وذات مساء عرض عليه أن يتزوج. ولم يكن يخطر بباله شئ من هذا، فقد كانت حياته كلها مضطربة. وكان عرض الرجل الطيب بالزواج موضع دهشته. فهو أعلم الناس بظروفه. وعندما سأله عن سبب هذا العرض قال له أنه يحتاج إلى امرأة بجواره «لتخدم موهبته وتمنحها التنظيم». وعرض عليه أن يتزوج من صفية وهي امرأة ثرية وتتمتع بروح متشردة. وبعد أن التقى الكاتب بها، رفضته «والسبب أنه بلدى». وكانت تتمنى من أعماقها أن تتزوج الرجل الطيب ولكنه آثر أن يبتعد عنها. تزوج الرجل الطيب فجأة وغادر مصر إلى الهند وقضى هناك سنوات طويلة. وها هو مرة أخرى وحده، والرجل الطيب غادر مصر إلى الهند. وطاف بخاطره أن يعود مرة أخرى إلى الوظيفة، ولكن سرعان ما تخلى عن هذه الفكرة نهائياً. وهكذا عاد من جديد إلى الجيزة، وإلى شارع عباس، إلى رجل كانت تربطه به صلة صداقة عميقة. عاد إلى عالمه العجيب الرائع. ولكنه ولأول مرة في حياته بدأ يخشى المستقبل، ويتحسس طريقه وسط الظلام الذي لا يبدو من ظلامه بارقة أمل ضئيلة. وذات صباح وصله خطاب من جهة رسمية، يدعوه إلى التجنيد الإجباري في صفوف الجيش.

## الفصل السادس
كان السعدنى فخورًا على نحو ما باستدعائه للجيش، لأنه ضمن أول دفعة تدخل الجيش بعد إلغاء نظام البدل، كما أنه سيكون حلًا لجميع المشاكل. وذات صباح غادر الجيزة وسافر إلى قريته «لترتاح فيها روحه من القلق والعذاب». وأقام في القرية «أيامًا بين أعمامه وجدوده والفلاحين الطيبين». ثم رحل من القرية مع «قافلة حزينة من عشرة شبان فلاحين». وخرج جده «الشيخ خليل يودعهم حتى شاطئ الرياح», ومنحه جنيهًا وتمنى له السلامة. وأدرك أنه ينتقل إلى حياة جديدة مختلفة، وأنه يواجه المرحلة الجديدة لأول مرة بلا أصدقاء.
حينما وصلوا إلى «مركز بوليس الباجور», واجه شاويش المركز مشكلة وجودهم في المركز حتى الصباح. وأراد كاتب المركز أن يلقى بهم في الحجز. ولكن سرعان ما تعرف الأفندى الكاتب إلى محمود السعدنى، وتبين أنه صديقه القديم وزميله في مدرسة المعهد العلمى. وقضى الليل معه وأفرج عن الآخرين «لأجل خاطره». وفي الصباح انتقل بهم الشاويش إلى القاهرة. واستأذن من الشاويش لمدة دقائق «ليزور خالته التي تسكن في بنها». وعندما عاد لم يجد أحد في المحطة. فركب القطار الآخر، وقرر أنه إذا وجد القافلة في انتظاره في محطة مصر كان بها، وإذا لم يعثر عليها فالفرار إذًا هو الشئ الوحيد الذي يجب فعله. وعندما وصل القطار راح يتلفت على الرصيف، ولكنه لم يعثر على أحد، وعندئذ قرر أن يهرب. وسرعان ما سمع صراخ يتصاعد في فناء المحطة، واكتشف أنه كان الشاويش. فقبض عليه ولم يتركه إلا في معسكرات الجيش. وعزلوه بعيدًا عن زملاء الرحلة، ووضعوه في «خيمة مع سبعة أفندية متعلمين». وكان هناك شاويش صارم شديد الإصرار على تنفيذ الأوامر كما هي دون أدنى تقصير. وكان يطلق على أبناء الريف في المعسكر «وصف الطلاينة». وفي المعسكر، تحول المجندون_ما عدا الأفندية_ إلى مجموعات، أبناء المنوفية وحدهم، وأبناء الشرقية، والصعايدة. وكانت أنشط مجموعة تضم أبناء الأسكندرية. وكان أبناء الأسكندرية يحتقرون الشاويش خلاف، ويتعمدون عدم تنفيذ أوامره. وكان الصول شفيق يصر على أن يقرأ عليهم «كشاكيل ضخمة من إنتاجه الأدبى». ولم يكن في كلامه فن ولا حتى «صنعة». وذات صباح نشب شجار بين الشاويش خلاف وأبناء الأسكندرية. ونتيجة لذلك تم عزلهم في معسكر آخر قريب.
بعد عشرين يومًا في المعسكر، استطاع أحد أفراد أسرة الكاتب أن ينتزعه من المعسكر ومن الجيش كله ليعود إلى الجيزة من جديد تحت الطلب. وبعد شهر أصبح محررًا في دار الهلال. ومضى شهر كامل وهو يعمل في المجلة دون أن يعرف المبلغ الذي سيتقاضاه آخر الشهر. وكان عليه أن يقدم ما يستطيع من الموضوعات التي تخضع لتقييم وتقدير مدير التحرير. إلى أن جاء آخر الشهر ووقف أمام «عم حبيب صراف الدار», وسأله عن اسمه، ثم أخرج «رزمة أوراق مالية وراح يعد فيها». أوراق بلغت خمسين جنيهًا ثم ورقة من فئة الخمسة جنيهات، ثم ورقتين من فئة الجنيه ثم أوراق صغيرة من فئة العشرة قروش. وكاد أن يغمى عليه لكثرة المبلغ، وسأل الصراف أن يتأكد. وأخذ المبلغ وخرج من دار الهلال يجرى. وعاد من جديد إلى المجلة يكتب موضوعات عن فنان الشعب. وفجأة هبط عليه محرر من طاقم المحررين وطلب منه أن يشكر رحمى بك نظير المبلغ المحترم الذي تقاضاه، وأن يشترى نص دستة جرافتات له. ولكنه قرر أنه لن يهدى له شئ، ومضت الحياة عادية في دار الهلال حتى جاء أول الشهر. وعندما وقف أمام صراف الدار وجد أن المبلغ «هبط من سبعة وخمسين جنيها إلى سبعة عشر جنيهًا», وفي الشهر التالي إلى ستة جنيهات، ثم إلى لا شئ في الشهر الرابع. وأصبح محررًا بلا أجر، واقتراحاته كلها مرفوضة وموضوعاته كلها مردودة. وراح يكتب للمحررين، ويتناول منهم أجرا لقاء ما يكتبه لهم. وهكذا ظل يكتب للمحررين ويقبض منهم ولا أحد يدرى في الدار.

## الفصل السابع
مضت ثلاثة شهور وهو في دار الهلال يكتب للمحررين ويقبض منهم ولا أحد يدرى في الدار. وكان رحمى بك مدير التحرير يلتقى به أحيانًا فتبدو عليه الدهشة لأنه لايزال مقيمًا في الدار مع أنه لا يتقاضى شيئًا. وهذا يدل على أنه لا يقوم بعمله على أكمل وجه، لأنه لو كان ذلك لاكتشف الأمر. فقد كان يترك عمله في الدار لبعض المساعدين، متفرغًا في النهاية لقبول الهدايا من المحررين «ولعب القمار في الليل والسهر في الشالية الذي كان يملكه محرر في شارع الهرم على ربوة عالية تطل على قرية نزلة السمانة».
ذات صباح ذهب الكاتب إلى دار الهلال وكانت الحجرة خالية ولا أحد هناك. وكان يشعر بقلق بالغ لا يدرى سببه. وفجأة دخل الحجرة رجل مهيب، نظر نحوه وأجال بصره في أرجاء الحجرة. ولما لم يكن يعرفه، فقد جلس على المكتب الذي كان بالقرب منه لحظة دخوله الحجرة. ثم اقترب منه وسأله في غرور «بضعة أسئلة تافهه», وسأله عن اسمه قبل أن ينصرف. ثم حضر فراش وأبلغه أنه مطلوب لمقابلة الأستاذ الجريدينى. ولم يكن يعرف ما هو وما مهنته. واقتحم الباب وكان شديد الزهق، ودار الهلال أصبحت جهنم بالنسبة له. وسأله الجريدينى ماذا يعمل هناك، فقال له محرر. وسأله عن مؤهلاته، فقال له ساخرًا مهندس مبانى. فأشار له للجلوس وطلب منه أن يتعاون معهم في مشروع لدار الهلال. وتأسف له عما بدر منه، وطلب له قهوة. وهرع أكثر المحررين ليشاهدوه وهو جالس مع الجريدينى بفخر وكبرياء. وسرعان ما انتشرت إشاعة بأنه مرشح لوظيفة هامة في الدار. وبعد انتهاء المقابلة اكتشف أن الجريدينى هو أهم رجل في الدار، فهو مدير الدار ويتدخل في كل شئ. ولو أراد أن يمضى في هذا الشوط إلى النهاية «لكان (له) ما أراد» ولكنه كان «زهقان» من دار الهلال إلى الحد الذي لم يكن في استطاعته أن يمضى داخلها وقت آخر.
وفي أثناء ذلك فقد عين حديثًا مديرًا للتحرير طالب في الجامعة الأمريكية، وأوصاهم جميعًا بالاتجاه إلى الترجمة، ولم يكن يدرى أن كل المحررين لا يعرفون حرفًا واحدًا من الإنجليزية. وكان قد «تضايق كثيرًا من تصرفات ولد نصاب اسمه الجرجاوى». والتقى ايضًا في دار الهلال بمحرر مدعى وجاهل وحقير اسمه سميح. ومما جعله يفر من دار الهلال أنهم أرادو «تطعيم الدار بدم جديد من الشباب يتولى المسئولية في مجلة جديدة». واختاروا شاب يدعى سمير ليكون أول مدير تحرير للمجلة الجديدة، وكان أكثرهم وسامة وأكثرهم أناقة وأشدهم جهلا.
هجر الكاتب دار الهلال بحثًا عن مكان آخر. واختار مجلة وفدية أسبوعية بعد تفكير شديد، لأنها المجلة الوحيدة التي يمكن العمل فيها، والحصول منها على بعض الجنيهات كل شهر. وقد كان رئيس تحرير تلك المجلة صديقه، وهو «رجل طيب وخدوم», اسمه قاسم جودة. وعندما ذهب إليه في قهوة الأنجلو يطلب عملًا استقبله بحفاوة وصافحه وجلس يسأله عن أحواله. ثم وعده بالبحث عن عمل له في مجلة النداء في أقرب فرصة، وطلب منه أن يمر عليه في القريب. وهكذا أضطر إلى البقاء في دار الهلال فترة أخرى. وفي خلال تلك الفترة التي قضاها في دار الهلال تمرد على المحررين الذين يكتب لهم وطلب مضاعفة المبلغ، فوافق الأستاذ صديق ولكن رفض الأستاذ حلمى لضيق ذات اليد، ودعاه إلى الغداء في منزله. والتقى هناك بفتاة أرادت منه أن يكتب عن قصة حياتها. وحاول أن يخرج من البيت ويستأذن منها، ولكنها لم تسمح له.

## الفصل الثامن
كانت الفتاة شجاعة وتتمتع بشخصية قوية، وأجبرته على سماع قصتها. وجلس أمامها يتصنع الاهتمام الزائد «كمن سيكتب هذه القصة يومًا ما». ثم غادر وترك رسالة لحلمى بأنه سيلتقيه غدًا. وعندما التقى حلمى استأذن منه لأن لديه موعد في حزب النهضة. وكان الكاتب قد تردد عليه مع الرجل الطيب، وتعرف هناك على امرأة مناضلة كانت في الأربعين من عمرها، «جميلة وخفيفة الدم». كان يحضر حفلات الحزب ويراها هناك، ثم انقطع عن الذهاب إلى الحزب. ولكنها التقت به بعد شهر، وسألته عن غيابه، وأعطته رقم تليفونها، ثم دعته إلى منزلها. وبعد ذلك اختفت ولم يعد يراها. وعاد هو إلى دار الهلال مهمومًا قلقًا يريد أن يهرب من الدار ومن القاهرة ويغادر مصر كلها على ظهر مركب. وسرعان ما تخلى عن هذه الفكرة.
حاول الثورة ضد نظام العمل في دار الهلال، وفاتح المحررين المضطهدين بضرورة رفع أصواتهم بالشكوى من نظامالعمل في الدار. وأتخذ من مقهى الجيزة مكانًا للقاء وإعداد الثورة المنتظرة. وفي هذه الجلسات قال كل ما يعرفه عن ما يدور في الشالية، «والكرافتات» التي طلبها منه صديق رئيس التحرير والموضوعات التي يكتبها باسم المحررين. وقد كانت أخباره كلها وأسراره تصل إلى رحمى بك أولًا بأول. وكان يعلم خطواتهم كل ليلة بدقة. وذات صباح فوجئ بالبواب يمنعه من دخول الدار. ودخل مع البواب في حوار ثم في عراك، وأصر على الدخول لجمع أشيائه، رغم أنه لم يكن له شئ في الداخل. ولما لم يكن له شئ هناك، أتهم الدار بالسرقة، وأشاع جوًا من الضجيج والصخب في أنحاء الدار، وانتهى صخبه بالخروج مطرودًا في صحبة الموظف حتى الباب. وتذكر بعد أيام وعد قاسم جودة، فقام يسعى إلى مجلة النداء. وقال له قاسم أن المدير وافق على تعيينه بمرتب عشرة جنيهات في الشهر. وفرح فرحًا شديدًا وقرر أن يبذل أقصى جهده لكى يرد لقاسم «جميله الذي يطوق عنقه», وليثبت أنه يستحق هذا العمل وأكثر منه بكثير. وهناك نصحه رجل عجوز من محررى المجلة بأن يتجه للحصول على الأخبار لأنها الصحافة الحقيقية. وقال له أن «الكاتب كالفراش يمكن الإستغناء عنه في أي وقت».

## الفصل التاسع
كانت مجلة النداء أشبه «بسوق الثلاثاء», كل شئ فيها معروض للقراء، وكانت مرآة صادقة لحزب الوفد. وعلى صفحات النداء كان ينشر سلامة موسى مقالاته عن العلم، وكان مصطفى فهمى ينشر مقالاته في عالم الخرافة والهيلولة. وكان مصطفى محمد فهمى نموذجًا حيا على فساد العصر. وكان سلامة عيسى نموذجًا آخر لفساد العصر ولكن على نحو آخر. إنه واسع الثقافة، وصاحب موقف اجتماعى، ولكنه كان يكتب في النداء أي كلام، ويقبل أي معاملة نظير بضعة جنيهات لا تزيد على عشرة. وإلى جانب هؤلاء الأعلام يعمل «عشرات الأرزقية» هم في الأصل «محاسيب بعض الشيوخ والنواب المحترفين», وكان يعمل أيضًا عشرات من الصحفيين المحترفين يكتبون ما يطلب إليهم بالأجر. وقبل نهاية الشهر جاء إلى الجريدة رجل فلاح وموظف بالحكومة ليتولى منصب مدير عام المجلة. وعندما جاء أول الشهر ووقف الكاتب أمام أحمد عبد العزيز صراف المجلة، أخبره بأن اسمه ليس في كشف المحررين. وكان ذلك أسوأ خبر مرّ عليه، فحزن حزنًا شديدًا. وكانت المشكلة أنه كان قد أحس بزهو لم يحسه من قبل، وشعر بنوع من الاستقرار إذ أنه كان قد أصبح محررًا وبعشرة جنيهات في الشهر. وأتاح له هذا المرتب الوهمى حرية أوسع في التعامل مع الناس. وكان قد أقترض من البقال ومن القهوجى ومن محل السجاير.
خرج من المجلة هائمًا إلى حديقة الاورمان. وذهب إلى الجيزة وجلس على قهوة محمد عبد الله وطلب شاى. وجلس يفكر في وسيلة للهروب من عم عبده، ثم الهروب من البقال وبائع السجائر. وفجأة «قطع حبل تفكيره» صديقه الشاعر كمال العسلى فوجده أمامه. وكانت تبدو عليه علامات السرور، وهو الذي يبدو مكتئبا على الدوام. وها هو الفرج جائه من حيث لا يدرى، فأخذ منه عشرة جنيهات ليسدد ديونه، ثم انطلقوا ليقضوا أيامًا من أحلى أيام العمر. وبعد ذلك عاد من جديد إلى النداء ولكن بمرتب حقيقى، ثمانية جنيهات كل شهر. ولقد بدأ العمل بسلسة تحقيقات صحفية عن الشهداء في حرب فلسطين. وشعر لأول مرة في حياته بأنه فعلًا أصبح صحفيًا. وذات مساء هبط في مطار القاهرة الزعيم نهرو، ولقد أتيح له أن يلقاه مصادفة، وأن يحصل منه على كلام هز مصر كلها هزا وأشعل نار معركة حامية الوطيس بين القصر والوفد. ولقد حدث له خلال الأسابيع الأولى لعمله المستقر في الصحافة عدة حوادث هامة للغاية، سيكون لها أثر بعيد في نظرته للأمور عامة وللحياة السياسية في مصر على نحو خاص.
تتلخص الحادثة الأولى في أن «رجلًا تركيًا أبله» وصل إلى مصر في «زورق شراعى» رسا به على ضفة النيل الغربية. ولقد قدّر له أن يرى هذا الأمير عندما دعا إلى مؤتمر صحفى على ظهر زورقه. واكتشف أن الرجل كان «تافهًا غاية التفاهة، جهولًا غاية الجهل».
أما الحادثة الأخرى فكانت أعجب وأغرب، فقد تلقى دعوة من صديق صحفى بأن يتوجه معه إلى «حفلة شاى», وقال إن علي ماهر باشا سيحضر الحفل. وذهب إلى الحفلة ومعه طوغان، وكان هناك عدد ضئيل من الحاضرين. وعندما جاء علي ماهر وقفوا يصفقون له. وقام يخاطب الحاضرين بأن عليهم التمسك بمبادىء جبهتهم، والنضال لتحقيق برنامجهم. وخرج دون أن يهتم بما جرى، وحسب الأمر كله «حفلة شاى وهزار». ولكن في صباح اليوم التالي خرجت الصحف بعناوين بارزة للغاية، علي ماهر يعلن تأليف جبهة مصر. وعلى هذا قام حزب جبهة مصر، ولكنه قام لينقض، ولفظ الحزب أنفاسه قبل أن ينتهى علي ماهر من إلقاء خطابه الخطير في الحفل.
«هزّه الحدث الثالث بعنف», وكان بطله صديق صحفى شاب طيب وساذج. أخبره ذات صباح أنه أصبح مكافحًا وطنيًا وعضوًا في منظمة شيوعية «اسمها حدتو». وقال صديقه أنه سيستلم هذا الصباح منشورات تدعو إلى الثورة ضد النظام الملكى، وأنه سيتولى قيادة منطقة في وسط القاهرة. وبعد أن استلم الأوراق أصبح خائفًا من وجودها معه، فقام بحرقها.
أما الحادث الأخير فقد كان أنكى وأمر. أوفدته المجلة إلى المنصورة ليقوم بعمل تحقيق صحفى عن أملاك إبراهيم عبد الهادى باشا رئيس الوزراء السعدى، وذهب ومعه صديقه حلمى. وقابلوا عمدة طلخا، وأقسم أن يقضوا الليل في منزله، ولكنه اعتذر له بشدة. وأعطى العمدة أموالًا لحلمى وتناولها على الفور، وعندما عاتبه على هذا التصرف المشين راح يلقى عليه محاضرة عن أسلوب التعامل مع الناس. ولقد قضوا في المنصورة عشرة أيام كاملة، «ارتكبوا فيها كل الجرائم واستعملوا كل الوسائل، حتى حصلوا على كل المستندات الدالة على استغلال الباشا لنفوذه كى يضمن لأرضه الرى المريح والخصب الدائم». وعادوا في الصباح إلى القاهرة، وقابلوا صاحب المجلة الوفدى وسلموه «فضيحة رئيس الوزراء السعدى», ولكن الموضوع اختفى ولم يكتب له أن ينشر قط. وقد علم بعد ذلك أن الموضوع كله سلمه صاحب المجلة لرئيس الوزراء وتمت الصفقة بين الطرفين وانتهى الأمر. وتم فصله بعد ذلك، وضاع نشاطه الصحفى الرهيب فلم يسفر إلا عن خيبة الأمل والفشل والهم.
ذات مساء هبط مطار القاهرة نهرو. وكان من ضمن الصحفيين في المطار لاستقباله. وجلس معه حكمدار القاهرة، وكان نهرو يتحدث في السياسة ويتكلم في أمور الحياة. «وكانت في مصر معركة حامية الوطيس على الضمان الجماعى العربى», وقال نهرو كلامًا ضد هذا الضمان. ونقل الحديث كما ذكره فخر الدين صديقه، ثم توجه بالحديث إلى جريدة صباحية كبرى. نشر الحديث بعد أن حصل على توقيع من السفارة الهندية. لكنه نُشر بلا توقيع، وقد أحزنه هذا الموقف بشدة.
تلقى السعدنى يومًا ما دعوة من صديقه فخر الدين لحضور حفلة استقبال كبرى في فندق سميراميس. ورأى هناك ادجار جلاد باشا وقف إلى جواره. وكانت تلك أول حفلة وربما الأخيرة ولسنوات قادمة. وفي هذا العام تألفت وزارة جديدة برئاسة حسين سرى باشا، لإجراء انتخابات جديدة. وتقدم للترشيح عدد من كبار الصحفيين كان أحدهم رئيس تحرير الجريدة اليومية التي نشر بها حديث نهرو. وأصدرت المجلة ملحقًا يوميًا عن الدايرة وتولى رئيس تحريره زكريا الحجاوى. وقبل العمل بالملحق الجديد الذي عهد فيه الإشراف على التحرير إلى محرر آخر. وسافر إلى الإسماعيلية مع محرر آخر اسمه هلال ليكتبوا موضوعًا عن المدينة المصرية التي يدخلها المصرى بجواز سفر ويحكمها إنجليز. ثم افترق هو وهلال، ولذلك كتب هو الموضوع ونُشر باسمه. وأحس بلذة لم يشعر بها في حياته، لا قبل ذلك ولا بعد ذلك. وقد تعرف على فنان مصرى أصيل هو عبد الرحمن الخميسي. وقد توثقت الصلة بينهم بسرعة. ولقد أهتم بكلماته وأسدى له النصيحة بإخلاص. واقترح عليه مرة أن يكتب قصة. ثم تزوج الخميسى بعد ذلك واختفى. وكان أبرز رجل عرفه من خلال الخميسى هو كامل الشناوى، وكان صحفيًا وشاعرًا وكاتبًا وفنانًا. وعند أول لقاء له مع الشناوى عامله بازدراء شديد. وكانت الجريدة الكبرى التي عمل بها مجرد بناء أجوف، وهرم من الرمال الناعمة.

## الفصل العاشر
صادفت مصر في بداية الخمسينات قد عهدًا من الهدوء والاستقرار لم تألفه منذ بداية الحرب العالمية الأخيرة. وذات مساء استقل قطار غادر محطة مصر إلى السويس في رحلة صحفية، ولم يعد من هناك إلا بعد ذلك بأربعة شهور كاملة. كانت المدينة هادئة تمامًا، وذهب إلى لوكاندة فؤاد التي لم يكن بها غير سرير واحد في حجرة مشتركة ينزل فيها «رجل عجوز». وفي الصباح نزل إلى المحافظة ليسأل عن حقيقة الأحوال، واستقبله المحافظ في مكتبه الفاخر وراح يحكى عن التدابير التي أتخذها لمواجهة الموقف. وعندما عاد إلى حجرته في اللوكاندة وجد «الرجل العجوز» منهمكًا في الكتابة. وكانت فرحته عظيمة عندما علم أنه صحفى، وأنه موفد من جريدة الأهرام لمتابعة الأحوال في المدينة. وكان هذا أول لقاء له مع أحمد عبد العزيز وتوطدت الصداقة بينهم بعد ذلك. وقضوا معًا وفي غرفة واحدة أربعة شهور كاملة كانت أخصب وأعظم فترة في حياته. والتقى هناك برجل اسمه عبودة، وكان يريده أن ينشر حديثًا عنه وعن كفاحه ضد الانجليز في القناة. ولم يكن عبودة قد قام بأى عمليات أو أعمال بطولية. ولم يكن في السويس أي نوع من أنواع الحركة ضد الاحتلال.
ذات مساء اتفق السعدنى مع أحمد عبد العزيز على أنه ما دامت المعركة لم تنشب بعد في المدينة فلا أقل من أن تنشب على صفحات الجرايد، وفعلًا بدأت المعركة الصحفية عن أعمال وهمية للفدائيين داخل السويس، وهجوم مسلح في الخيال على معسكرات الانجليز في الصحراء، وارتفع التوزيع فأغرى عدد كبير من الصحف إلى سلوك نفس الطريق. وبالفعل أسفر ذلك عن وفود الكتائب على السويس، «كتائب محترمة» وقادمة من القاهرة من أجل الكفاح. ثم عاد إلى القاهرة على ظهر مركب، وكانت أغلب الصحف الوطنية قد توقفت عن الصدور. وأصبحت الصحف تحت الأحكام العرفية، وانتعشت دار الهلال لأنها لا تنتعش إلا في ظل الرقابة والحكم العرفى، وانتعشت الأهرام أيضًا لأنها كانت دائمًا على الحياد بين الشعب والحكومة. هكذا كانت الحياة تغلى في البلاد بينما مجلة النداء تنام في واد آخر بعيد. واختارته المجلة للسفر إلى بورسعيد مع مندوب إعلانات اسمه عبد البصير. وكانت مهمته هي تحرير موضوعات عن الميناء وقناة السويس ومراكب الصيد وشاطئ بورسعيد بينما راح عبد البصير «يسرح» في المدينة لجلب أكبر عدد ممكن من «الإعلانات والفلوس». وقضوا هناك شهرًا كاملًا. وعاد إلى القاهرة، وعكف بعيدًا مشغولًا بكتابة المواضيع عن بورسعيد.
علم الكاتب فجأة أن الرجل الطيب عاد من الهند. وزاره في بيته وحدثه عن عالم الهند الساحر الغامض، وحدثه عن الأدب والفن والسياسة. وذات صباح استيقظ من النوم وعلم أن الراديو «مقطوع ولا يذيع شيئا», وذهب إلى بيت طوغان. وفجأة عادت الحياة إلى الراديو، انطلق صوت أنور السادات يعلن للناس قيام الثورة. ففرحوا كثيرًا وقاموا يعانقوا بعضهم بعضًا، ثم نزلوا جميعًا نحو الشارع. وهكذا أصبح مندوبًا للمجلة في القيادة العامة. وكانت الثورة فرصة له لكى يشرع قلمه من جديد ليكشف كل شئ دار في السويس خلال معركة القناة. ثم فصل من المجلة، وما كان أسهل الفصل في تلك الأيام. وهكذا عاد إلى الشارع «عاطلاً مفلسًا», ولكن بأمل جديد. فلا بد أن الثورة ستنحى هؤلاء الكتّاب الكبار الذين تورطوا في النظام الملكى حتى أصبحوا جزءًا لا يتجزأ من النظام، «لتفسح الطريق» لجيله في الصحافة.

## الفصل الحادى عشر
لم يعد لديه أمل في العودة مرة أخرى إلى عالم الصحافة، وهو رجل متشائم في أعماقه وحزين رغم ما يبدو عليه من سعادة لا نظير لها. وعاد من جديد إلى مكانه على «باب القيادة» رغم أنه لم يعد يمثل أحدًا إلا نفسه. ولقد كان له رأى في بعض مندوبى الصحف في القيادة، وراح يجهر بهذا الرأى في كل مكان. أحدهم وكان مندوب جريدة كبرى كان «مرتشيًا ومغامرًا وأفاقًا». وصحفى آخر بدأ حياته في شارع عماد الدين، ثم انضم إلى الحزب السعدى «وأصبح فتوة للمرحوم حامد جودة رئيس مجلس النواب». ثم انتقل إلى حزب الوفد وأصبح «فتوة» لأحد الوزراء. أما الزميل الذي حل محله فقد كان «شأنه أعجب من العجب». كان «صاحب صالون حلاق» ة في سالف الزمن. ولم يكن في رأسه أي شئ، وكان ضعيفًا في الإملاء. وذات مساء سخر الكاتب منه بشدة، ويبدو أنه وشى به عند أحد الحراس، لأن أحدهم جاء بعد فترة وطرده. عشرة أيام وهو «قعيد البيت يكاد يتمزق غيظًا» بينما مصر تموج بالحياة والحركة.
عاد معظم أقربائه يلحون عليه في أن يتوظف في الحكومة ليضمن دخلًا ثابتًا ثم يهوى الصحافة بعد ذلك كما يشاء. وفعلًا راح يكتب طلبات لمديرى المصالح ليلحقوه بعمل مناسب. وبالطبع لم تجد هذه الطلبات شيئًا فقرر السفر إلى زفتى حيث كان يعمل أحد أصدقائه هناك ملاحظ مبانى. وسافر في قطار الصباح إلى زفتى وعندما رآه صديقه لم يبد ترحيبًا كبيرًا به. ودار نقاش بين صديقه وأصدقاءه في الحجرة حوله، ومن سيدفع ثمن عشائه. وقد أحتدم النقاش بينهم بينما أصرّ صديقه الملاحظ على أن يتحمل الجميع ثمن عشائه. وأحس أنه يذوب من شدة الخجل، واستأذن منهم بحجة شراء سجائر. وخرج من الحجرة هائمًا على وجهه في حوارى زفتى، واكتشف أن ما معه من نقود لا يكفى لعودته إلى القاهرة.وعاد إلى القاهرة في الفجر في عربة نقل محملة بالفواكه.
زاره بعد أيام الصديق الطيب يوسف فكرى ودعاه للعمل معهم في جريدة الجمهور المصرى. وكان هناك محمد حمدى وفتحى الرملى وكمال النجمى وطوغان وسعد زغلول وإبراهيم البعثى والأمير المليجى، وكان هؤلاء الصحفيون الوطنيون يعملون مع مجموعة من الصحفيين القدامى. وعندما ظهر أول عدد للمجلة تم تخفيض جميع المرتبات، وتناقص مرتبه إلى عشرة جنيهات. وجاء سكرتير تحرير جديد أفتى بأن عصرالمقالات قد انتهى، وأن الشهر القادم سيكون امتحانا لكل العاملين بالمجلة، «فالذي يحصل على أخبار جيدة سيبقى، والذي يفشل سيفصل». وقد حصل بطريق الصدفة على أخبار غاية في الخطورة والأهمية. وكان قد سرق أخبار من محرر في جريدة أخرى، لذلك فصل من المجلة بحجة أنه غير منتج.
عاد بعد ذلك إلى المجلة بشهر واحد وبمرتب ثلاثة عشر جنيها. وبعد خمسة شهور ترك المجلة. فقد أتصل به الأستاذ أحمد قاسم جودة وعرض عليه عملًا في جريدة يومية كبرى اسمها القاهرة وبمرتب خمسين جنيهًا في الشهر. ففرح كثيرًا وتيقن أنه سيصبح في مقدوره أن يحقق الحلم الذي راوده طويلًا، وهو أن يصبح مالكًا لشقة خاصة ومكتبة وربما سيارة أيضًا. وذات مساء أستدعاه قاسم جودة لمقابلة مدير جريدة القاهرة. وبعد أن خرج من مكتبه، وقع عقدًا للعمل ولمدة عام، وبمرتب سبعة وثلاثين جنيهًا ونصفًا. وعلى صفحات الجريدة نشر أول قصة في حياته، ثم نشر مجموعة قصص كاملة أصدرها بعد ذلك في كتاب.

## الفصل الثانى عشر
هجر الكاتب قهوة محمد عبد الله في ميدان الجيزة ولم يعد يتردد عليها إلا مرة كل أسبوع. فقد كان يجلس عليها صديقين أثرا في نفسه تأثيرًا عظيمًا. أولهما هو أنور المعداوى والأخر هو الدكتور عبد القادر القط. ولقد كانت قهوة محمد عبد الله من المقاهى الشهيرة التي لعبت دورًا هامًا في الحياة الأدبية في مصر. ولقد تعرف في هذه القهوة على عدد من الأدباء والصحفيين في بداية حياته. الدكتور عبد القادر القط صاحب نظرة موضوعية وفكر حر وعلاقات إنسانية أساسها الاحترام المتبادل. وشاعر عظيم الشهرة عظيم القدر. وأديب آخر كانت كل مؤهلاته أن صحته جيدة. وفي هذا المقهى أيضًا تعرف إلى نعمان عاشور. وكان يكتب مقالات وقصص قصيرة. واستطاع الكاتب أن يسرق من مكتبه مشروع تعديل قانون العمل الفردى. ولقد أحدث نشره في الجريدة هزة كبرى في جميع الأوساط. ولقد ودع قهوة محمد عبد الله إلى حديقة كازينو الجلاء. وكان قد حقق لنفسه بعض الشهرة بين الصحفيين. وأصبح يعمل في مجلة أسبوعية اسمها «صوت الشرق» إلى جانب عمله الرئيسى في جريدة القاهرة. كانت جريدة القاهرة تربة مفيدة تثبت بالدليل القاطع أن الصحافة ليست بالعافية وأنها مهنة صعبة لا يجيد صنعها إلا أبناؤها. ثم تم فصله من جريدة القاهرة. وبعد ذلك ًصدر أول كتاب له «السماء السوداء» وأحدث ظهوره ضجة كبرى في الوسط الأدبى. فأحدث الكتاب ضجة لدى النقاد والأدباء، ولكنه لم يحدث أي أثر عند القراء، وبلغ عدد النسخ التي بيعت من الكتاب مائة نسخة لا تزيد.

## الفصل الثالث عشر
كان هناك رجلًا اسمه عبد العاطى، ولقد كان رجلًا جهولًا لا يحتاج لكشفه إلى ذكاء كبير. ولا أحد يدرى كيف دخل عبد العاطى إلى عالم الصحافة. وأصبح محررًا بثمانية جنيهات. كانت مهمته هي تلقى المكالمات التليفونية من مراسلى الجريدة في الأرياف. وتظاهر بأن له علاقة بضابط مخابرات، فأصبح الجميع يخافونه ويحترمونه. وارتفع مرتبه فجأة وأصبح ثلاثين جنيهًا، وأصبح يعمل كمندوب متجول للجريدة في دوائر البوليس. وعندما حدث صراع بين رئيس التحرير ومدير التحرير، انضم عبد العاطى لصف مدير التحرير. وارتفع مرتبه إلى ستين جنيها. ورغم جلال عبد العاطى ودلاله كان يخشى محمود السعدنى الكاتب ويتحاشاه. ولقد كان الكاتب يكره عبد العاطى ويحتقره ويبدى له هي وجهه رأيه الصريح. وذات مساء بعد أن انتهى من كتابة مذكرات زعيم شهير من زعماء العهد الماضى، جاء الفراش يدعوه لمقابلة المدير العام. أراده أن يعيد صياغة مذكرات لتنشر في الأسبوع القادم. وفوجئ الكاتب بأنها كانت مذكرات عبد العاطى، وتيقن أنها مجرد اختلاق وكذب ليس له مثيل. فقر وقف نشر المذكرات. فاستدعى عبد العاطى إلى مكتبه، واستطاع بذكاء ودهاء أن يقنع عبد العاطى بنشر المذكرات في كتاب مقابل ألف جنيه. ووقعوا عقدًا بذلك. وحمل الكاتب المذكرات والعقد إلى المدير العام فأمر بوقف نشر المذكرات ووقف عبد العاطى نفسه عن العمل. وبعد أسابيع فصل المدير العام وجاء مدير جديد وجاء معه عبد العاطى. وتطورت مهنة عبد العاطى فأصبح المحرر العسكرى للجريدة، بمرتب ثمانين جنيهًا في الشهر. وما ينقص عبد العاطى الآن إلا أن يصبح عضوًا في نقابة الصحفيين. ولكن رفضت النقابة ذلك رفضًا تامًا. وبعد شهور فصل مدير التحرير وفصل عبد العاطى، وتقاضى ألف جنيه مكافأة وتعويضًا عن فصله.وعندما التقى به الكاتب بعد ذلك وجده افتتح محلًا لبيع الفول والطعمية. واختفى سنوات طويلة، ثم التقى به صدفة، وبعد أن فشل في كل المهن، استقر كشيال في محطة التروللى باس. لقد كان من الطبيعى أن يكون عبد العاطى شيالًا، فهذه هي كل مواهبه في الحياة، ولكنه انقلب صحفيًا شهيرًا بعض الوقت، وهذه هي المأساة.

## الفصل الرابع عشر
وبعد عام من قيام الثورة لم يكن قد شهد حفلًا سياسيًا لقادتها. ولكن قدّر له أخيرًا أن يقوم بأول رحلة سياسية مع قادة الثورة في أنحاء الريف. كانوا أربعة من الصحفيين مع عدد من قادة الثورة على رأسهم جمال عبد الناصر وحسين الشافعى. وتحركت السيارات إلى شبين الكوم حيث خطب عبد الناصر خطبته المشهورة التي دعا فيها الاستعمار بأن يحمل عصاه على كاحله ويرحل. ولم يكن الكاتب شديد التعلق بالسياسة في تلك الأيام، ولذلك لم يدرك مغزى هذه الكلمات ولا معناها. وفي دسوق، جاء مدير المديرية وصافحهم_ هم الصحفيين_ بحرارة، ثم ذهب معهم لتناول طعام الإفطار. وعندما صدرت الصحف ونشرت ما حدث لقادة الثورة في دسوق، وذكرت أن السيد دسوقى عبد السميع مدير المديرية كان في استقبال وفي وداع الجميع، تضايق المدير من الصحفيين إذ لم يكن اسمه دسوقى عبد السميع. ثم انتقلوا من دسوق إلى مدينة أخرى. وجاءه رجل معمم صافحه باحترام شديد، وقدم نفسه على أنه مراسل جريدة القاهرة في الاقليم. ثم أعطاه كشفًا بأسماء الأعيان والعمد في المدينة، وطلب منه نشرها. وانتهى الحفل في المساء وهرع الجميع إلى السيارات، وعندما تحركت بهم السيارة، رأى المراسل وألقى له بالكشف من نافذة السيارة. ولقد أدرك خلال تلك الرحلة مدى خيبة الصحافة في الأقاليم. كانت رحلة ممتعة خرج منها بدروس عديدة، وبصداقة رجل فلاح من ريف مصر، اسمه محمد الجمال.

## الفصل الخامس عشر
عندما فصل من عمله في جريدة القاهرة، أخذ طريقه بسهولة إلى مجلة التحرير _مجلة الثورة_ دون أن يعترض أحد. ولم يدخلها كمحرر عادى إلا لمدة أسبوعين، ثم أصبح مديرًا لتحريرها مدة طويلة من الزمن. ولكنه قبل ان يترك جريدة القاهرة، أتيحت له فترة من الوقت كافية لينشر على الناس دراسة عن النكتة المصرية وظرفاء مصر منذ عبد الله النديم إلى كامل الشناوى. ولقد أتيح له أن ينشر دراسة عن فن قرأة القرآن منذ الشيخ أحمد ندا إلى الشيخ مصطفى إسماعيل. ولقد أتيح له أيضا أن ينشر في جريدة القاهرة مجموعة قصص مصرية قصيرة، كانت من خير ما أنتج في حياته كلها. ولقد كتب له يوسف السباعى مقدمة مجموعة قصصه الثانية «جنة رضوان». ولقد كان توفيق الحكيم هو الذي سيكتب تلك المقدمة، وطلب مقابلة الكاتب. وحين ذهب إليه مسرورًا، طلب منه إحضار أصول المجموعة الجديدة لكى يكتب رأيه فيها. وبعد أيام حمل أصول الكتاب إلى دار الكتب، ووضع القصص بين يدى توفيق الحكيم، ولم يكن يدرى أنه خلال تلك الأيام التي فصلت بين لقائه الأول ولقائه الثاني، حدثت أشياء أقل ما توصف أنها عجيبة وغريبة وليس لها مثيل.

## الفصل السادس عشر
عندما جلس أمام توفيق الحكيم في مكتبه بدار الكتب بعد أسبوع من لقائه الأول أدرك أن شيئا ما قد حدث. وظل يتردد عليه كثيرًا، ولكنه كان مواظب على الاعتذار. وبعد ثلاثة أشهر كاملة أدرك أن توفيق الحكيم لن يكتب المقدمة. وقد حزن حزنًا ديدًا وتألم بشدة. فقد تصور أن مقدمة يكتبها توفيق الحكيم لمجموعة من قصصه سوف تدفعه عدة أميال في هذا الطريق، وستكون شهادة ميلاد له كقصاص جديد. وسبب رفضه كتابة المقدمة هو أن بعض الأدباء ذهبوا إلى توفيق الحكيم وعاتبوه على اختيار مجموعته لكتابة مقدمة له. ولقد طبع مجموعة «جنة رضوان» في الكتاب الذهبى حيث طلب منه يوسف السباعى أن يسلم أصول الكتاب إلى إحسان عبد القدوس. وقد تعرف إلى فنان مصر الأعظم بيرم التونسى. وكان معجبًا به إلى درجة الجنون. ولقد توطدت صلته به إلى أن مات. ولقد كان الدكتور زكي مبارك هو الفنان الثاني الذي بهره بحق. كان يكتب مقالات فريدة من نوعها، إذ يبدأ بموضوع ويتشعب إلى ألف موضوع.

## الفصل السابع عشر
لقد أصبح مسئولًا عن باب النقد الأدبى في مجلة أسبوعية شهيرة. وشرع قلمه من أول لحظة ليهاجم الجيل السابق من الأدباء الذين سبقوه. وكانت أول معاركه مع محمد عبد الحليم عبد الله، وكان هجومه قاسيًا ومريرًا. وقد أحس بخجل شديد عندما التقى به بعد ذلك، وحزن جدًا عندما واجهه عبد الحليم بابتسامة. فأمسك لسانه عنه بعد ذلك ولم يهاجمه قط. ولما كانت هناك صداقة بينه وبين مأمون الشناوى، فلم يرد على هجومه حين هاجمه بقسوة شديدة في جريدة يومية منتشرة. ولكنه قرر في النهاية أن يرد عليه، وكتب مقالًا شديد القسوة لو نشره لعاش عمره كله شديد الندم. وعندما قرأه أكثر من مرة هدأت نفسه وبدأ يفكر في الموضوع. وحمل مقاله وذهب إلى كامل الشناوى، وأتصل بمأمون. وحضر مأمون إلى بيت كامل واعتتذر ومزق المقال وشعر بارتياح بالغ. وبعد عشر سنوات كاملة، كان قد تأكد أن الصحافة ستصبح مهنته إلى الأبد. وكان قد حقق بعض الشهرة لدى القراء وكل الشهرة لدى المشتغلين بالمهنة. ورغم أنه لم يكن عضوًا بنقابة الصحفيين إلا أن رأيه كان له وزن في انتخابات النقابة. وفي عام1955, قدّر له أن يركب الطائرة لأول مرة وكانت أول رحلة له إلى الأقصر. وكانت الطائرة في نظره هي علامة الموت ولا شئ سواه. وشئ واحد فقط كان عليه أن يحققه في هذا العام، هو عضوية نقابة الصحفيين وكان الأمر بالنسبة له سهلًا، حيث تتوافر له كل الشروط. وقدم أوراقه وانتظر، ولكن هذا الانتظار طال إلى مدة عام. وكان ذلك هو ختام الجزء الثاني من مذكرات الولد الشقى.